# Puigpunyent
Puigpunyent è un comune spagnolo di 1 867 abitanti situato nella comunità autonoma delle Baleari.